# Zimmer 483
Zimmer 483 (Habitación 483) es el segundo álbum de los alemanes Tokio Hotel. Fue lanzado en Alemania el 23 de febrero de 2007. El álbum incluye los tres sencillos "Übers Ende der Welt", "Spring nicht" y "An deiner Seite (Ich bin da)". En contraste con los otros lanzamientos de Tokio Hotel, Zimmer 483 vendió más de 375 000 copias en solo dos meses. Recibió disco de platino en Austria.

## Lista de canciones
| #   | Título                         | Compositor                                                                        | Duración |
| --- | ------------------------------ | --------------------------------------------------------------------------------- | -------- |
| 1.  | "Übers Ende der Welt"          | Dave Roth, Patrick Benzner, David Jost, Peter Hoffmann, Bill Kaulitz, Tom Kaulitz | 3:33     |
| 2.  | "Totgeliebt"                   | D. Roth, Benzner, Jost, Hoffmann, Tokio Hotel                                     | 3:42     |
| 3.  | "Spring nicht"                 | D. Roth, Benzner, Jost, Hoffmann, B. Kaulitz, T. Kaulitz                          | 4:09     |
| 4.  | "Heilig"                       | D. Roth, Benzner, Jost, Hoffmann, B. Kaulitz                                      | 4:03     |
| 5.  | "Wo sind eure Hände"           | D. Roth, Benzner, Jost, Hoffmann, Tokio Hotel                                     | 3:37     |
| 6.  | "Stich ins Glück"              | D. Roth, Benzner, Jost, Hoffmann, B. Kaulitz, T. Kaulitz                          | 4:05     |
| 7.  | "Ich brech aus"                | D. Roth, Benzner, Jost, Hoffmann, Tokio Hotel                                     | 3:24     |
| 8.  | "Reden Unplugged "             | D. Roth, Benzner, Jost, Hoffmann, B. Kaulitz, T. Kaulitz                          | 3:13     |
| 9.  | "Nach dir kommt nichts"        | D. Roth, Benzner, Jost, Hoffmann, B. Kaulitz, T. Kaulitz                          | 3:14     |
| 10. | "Wir sterben niemals aus"      | B. Kaulitz, T. Kaulitz                                                            | 2:59     |
| 11. | "Vergessene Kinder"            | D. Roth, Benzner, Jost, Hoffmann, B. Kaulitz, T. Kaulitz                          | 4:34     |
| 12. | "An deiner Seite (Ich bin da)" | D. Roth, Benzner, Jost, Hoffmann, B. Kaulitz                                      | 4:24     |
| 13. | "In die nacht"                 | D.Roth, Benzer, Jost, Hoffman, B.Kaulitz, T.Kaulitz                               | 3:18     |

Bonus Track Francia/España
| #   | Título                   | Compositor                                                       | Duración |
| --- | ------------------------ | ---------------------------------------------------------------- | -------- |
| 14. | "Wir schliessen uns ein" | D. Roth, Benzner, Jost, Hoffmann, B. Kaulitz, T. Kaulitz         | 3:14     |
| 15. | "Monsoon"                | D.Roth, Benzner, Jost, Hoffmann, B. Kaulitz, Rebecca Roth        | 4:02     |
| 16. | "Ready, Set, Go!"        | D.Roth, Benzner, Jost, Hoffmann, T. Kaulitz, B. Kaulitz, R. Roth | 3:34     |
| 17. | "1000 Meere!"            | D.Roth, Benzner, Jost, Hoffmann, T. Kaulitz, B. Kaulitz, R. Roth | 4:05     |

Cuando salió el sencillo de "Übers Ende der Welt" agregaron una canción al CD, "Hilf mir fliegen" grabada originalmente para este CD, pero al final no se puso en la lista.

## Posicionamiento
| Listas (2007)         | Posición más alta |
| --------------------- | ----------------- |
| Austrian Albums Chart | 2                 |
| Belgian Albums Chart  | 50                |
| Danish Albums Chart   | 11                |
| Dutch Albums Chart    | 23                |
| Finnish Albums Chart  | 13                |
| French Albums Chart   | 2                 |
| German Albums Chart   | 2                 |
| Swiss Albums Chart    | 2                 |

Ventas y Certificaciones
| País           | Certificación | Ventas |
| -------------- | ------------- | ------ |
| Austria (IFPI) | Platino       | 20 000 |